# Fernando Zurbriggen
Fernando Zurbriggen (Santa Fe, 20 ottobre 1997) è un cestista argentino con cittadinanza italiana.

## Palmarès

### Individuale
- MVP campionato argentino: 1

2020-21
- Miglior giocatore under-23 campionato argentino: 1

2020-21